# Anni Thöny
Anni Thöny (* 1911 in Chur; † unbekannt) war eine Schweizer Journalistin. Von 1947 bis 1979 war sie Chefredaktorin der Frauenzeitschrift Frau (bis 1969 die Frau, bis 1974 Frau Femme Woman Donna).

## Leben
Anni Thöny wuchs zusammen mit zwei Schwestern in Chur auf, besuchte dort die Schulen und machte eine Ausbildung zur Primarlehrerin.

## Laufbahn
Anfang der 1940er Jahre zog Anni Thöny nach Zürich um, bekam aber mit dem Bündner Lehrerpatent keine Stelle. Sie lernte Paul Feissli, einen jungen Kaufmann, kennen, der ihr die Stelle als Redaktorin für die Herausgabe seines Hauswirtschaftlichen Lehr- und Nachschlagewerks Die Frau anbot. Thöny sagte zu. Mitte der 1940er Jahre plante Feissli, das Lehr- und Nachschlagewerk, das pro Heft jeweils nur ein Thema enthielt, als Konkurrenz zur einzigen Schweizer Frauenzeitschrift Annabelle in eine moderne Zeitschrift für Frauen umzuwandeln, und bot Anni Thöny die Leitung an. Sie nahm an, da ihr die Herausforderung, mehrere Themen zu bearbeiten, gefiel. Hauptsächlich wollte sie den Frauen ein Mittel in die Hand geben, das half, sie selbstbewusster und unabhängiger zu machen. Aus diesem Grund bot die Zeitschrift ab 1970 bis 1975 auch Sprachkurse in Französisch, Englisch und Italienisch an. Eines der grossen Anliegen von Anni Thöny war, zur Selbstverwirklichung der Frauen und zum Abbau von Vorurteilen über und Beschränkungen für sie beizutragen.
Die erste Ausgabe der anfänglich zweimonatlich erscheinenden Zeitschrift erschien Februar/März 1947 in einer Auflage von 8000 Exemplaren.
Anni Thöny war zunächst Einzelredaktorin und Chefin, Sekretärin, Telefonistin und Grafikerin in einer Person. Sie baute die Zeitschrift kontinuierlich auf. Bei der Umstellung auf monatliches Erscheinen Anfang der 1950er Jahre waren bereits drei, 1968 bei der Umstellung auf vierzehntägliche Erscheinungsweise sechs Redaktorinnen tätig. Die Auflage erreichte nun 75'000 Exemplare. Dieser Erfolg der Frau war zum grossen Teil der umsichtigen Chefredaktorin Anni Thöny, die ihr Team partnerschaftlich führte, zuzuschreiben.
Zu den Mitarbeiterinnen gehörten neben anderen Elsie Attenhofer, Doris Morf, Agnes Amberg, Marianne Kaltenbach, Annet Gosztonyi und Hedi Wyss.
Der Verleger Paul Feissli geriet 1979 in finanzielle Schwierigkeiten. Anni Thöny verliess Ende März 1979 die Chefredaktion, blieb aber noch bis Mitte November 1980 Beraterin der Redaktion. Ende Jahr wurde die Zeitschrift eingestellt und Anfang 1981 in die Annabelle/Elle und die femina integriert.
Anni Thöny war nach eigener Aussage keine grosse Autorin; «Schreiben bedeutete ihr mehr Last als Leidenschaft». Als Chefredaktorin bewies sie jedoch grosses Geschick. Mit ihrer natürlichen Autorität führte sie ihre Redaktion erfolgreich. Ihr Beruf war ihr Hobby.

## Privates
Anni Thöny war seit 1975 mit dem 1980 verstorbenen Bankdirektor Ulrich Gut verheiratet, mit dem sie vor der Heirat bereits 43 Jahre zusammen war. Das Paar hatte keine Kinder. Sie starb in hohem Alter.
1975 kandidierte Thöny auf einer Liste «Politisch interessierte Frauen» für den Nationalrat. Die Kandidatur blieb chancenlos.